# Cankton
Cankton es una villa ubicada en la parroquia de St. Landry en el estado estadounidense de Luisiana. En el Censo de 2010 tenía una población de 484 habitantes y una densidad poblacional de 91,65 personas por km².

## Geografía
Cankton se encuentra ubicada en las coordenadas 30°20′44″N 92°6′47″O / 30.34556, -92.11306. Según la Oficina del Censo de los Estados Unidos, Cankton tiene una superficie total de 5.28 km², de la cual 5.28 km² corresponden a tierra firme y (0%) 0 km² es agua.

## Demografía
Según el censo de 2010, había 484 personas residiendo en Cankton. La densidad de población era de 91,65 hab./km². De los 484 habitantes, Cankton estaba compuesto por el 87.81% blancos, el 9.09% eran afroamericanos, el 0% eran amerindios, el 0% eran asiáticos, el 0% eran isleños del Pacífico, el 1.65% eran de otras razas y el 1.45% pertenecían a dos o más razas. Del total de la población el 2.69% eran hispanos o latinos de cualquier raza.